# Acianthera pernambucensis
Acianthera pernambucensis é  uma espécie de orquídea (Orchidaceae) descrita para o Brasil. É planta desconhecida cuja descrição vagamente corresponde à variedade da Acianthera recurva descrita como A. lilacina por Barbosa Rodrigues, ou possivelmente à Acianthera rostellata. Foi descrita por Rolfe para Pernambuco local onde não há registro de nenhuma coleta destas espécies e nem qualquer outra coleta da A. pernambucensis. Pode ter havido confusão no registro de origem da planta e ser um sinônimo da Acianthera morenoi da Bolívia, e, neste caso, o nome teria preferência.

## Publicação e sinônimos
- Acianthera pernambucensis (Rolfe) F.Barros, Bradea 11: 30 (2006).

Sinônimos homotípicos:
- Pleurothallis pernambucensis Rolfe, Bull. Misc. Inform. Kew 1894: 361 (1894).